# Hathliolophia alboplagiata
Hathliolophia alboplagiata là một loài bọ cánh cứng trong họ Cerambycidae.